# Оверњонски сенатори
„Оверњонски сенатори” је југословенски ТВ филм из 1970. године. Режирао га је Даниел Марушић а сценарио је написао Вилијам Корајц.

## Улоге
| Глумац           | Улога |
| ---------------- | ----- |
| Вања Драх        |       |
| Мато Ерговић     |       |
| Иво Фици         |       |
| Емил Глад        |       |
| Јован Личина     |       |
| Ива Марјановић   |       |
| Миа Оремовић     |       |
| Нада Суботић     |       |
| Крешимир Зидарић |       |